# رالف لنتون
رالف لنتون (بالإنجليزية: Ralph Linton) (فيلادلفيا 27 فبراير 1893 - نيو هيفن، كونيتيكت 24 ديسمبر 1953) كان مواطن أمريكي قدير وعالم في مجال الأنطروبولوجيا في منتصف القرن العشرين، عرف رالف خصيصا لكتاباته The Study of Man (1936) وThe Tree of Culture (1955). من المساهمات الكبيرة التي ساهم بها رالف في علم الأنطروبلوجيا كان تعريف التميز بين الحالة والدورفيلسوف لمررريكي ولدسنة 1904 وتوفي سنة 1976

## بداية حياته وتعليمه
ولد رالف لعائلة كويكر وهي مساهمة في مطعم في فيلاديفيا عام 1893 ثم التحق بجامعة Swarthworm.
ولقد كان طالبا غير مباليا ولم يستجب لضغوط والده لكي يعد للعمل المهني

## وظيفته الأكاديمية
استغل رالف علاقاته في جامعة هارفارد لضمان منصب عمل في المتحف الميداني للتاريخ الطبيعي بشيكاغو.

## نظرياته
يعتقد لينتون أن مرتبة الشخص الاجتماعية تتكوّن من مجموعة حقوق وواجبات، وهذه المرتبة إما أن يحققها الشخص بمجهوده الخاص وإما أن يحددها له المجتمع اعتمادًا على بعض المميزات كالعمر، أو الأُبوة، أو الجنس.
ويعتقد كذلك بأن مرتبة الشخص هي التي تحدد دوره، أي وظيفة الشخص في المجتمع. كما شرح كيف تؤثر وظيفة الشخص الاجتماعية في شخصيته. وساعد في تطوير وجهة النظر القائلة بأن كل ثقافة تنتج نوعًا معينًا من الشخصية الأساسية.
وفي أثناء دراسته للدكتوراه في جامعة هارفارد، قام بأبحاث في آثار بولينيزيا. وفي الفترة بين عامي 1925م و1927م عاش في مدغشقر ودرس ثقافة المنطقة، ثم التحق فيما بعد بهيئة التدريس بجامعة وسكنسن وجامعتي كولومبيا وييل. تشمل كتب لينتون دراسة الإنسان (1936م)؛ الخلفية الثقافية للشخصية (1945م).

## روابط خارجية
- رالف لنتون على موقع الموسوعة البريطانية (الإنجليزية)
- رالف لنتون على موقع إن إن دي بي (الإنجليزية)